# 핫토리 가즈키
핫토리 가즈키(일본어: 服部 一輝, 1995년 3월 16일~)는 일본의 축구 선수이다.

## 구단 경력
그는 2017년 J3리그의 카탈레 도야마에 입단했다. 2019년 가마타마레 사누키로 이적했다. 2020년 리그 데뷔, 9경기에 출전. 2021년 후쿠시마 유나이티드 FC에서 활동하였다. 2022년 반라우레 하치노헤로 이적, 25경기에 출전. 2023년 FC 오사카로 이적했다. 2023년후 현역 은퇴.